# Cámara de gas (novela)
Cámara de gas es la quinta novela del escritor estadounidense John Grisham. En 1996 la novela fue llevada al cine en la película The Chamber protagonizada por Gene Hackman y Chris O'Donnell.

## Sinopsis
Adam Hall, recién graduado abogado, intenta que se le conmute la pena de muerte a un hombre que puso una bomba en la oficina de un abogado judío. Pero el tiempo está en su contra, tiene cuatro semanas antes de que Sam, su nuevo cliente, sea ejecutado en la cámara de gas.